# ディーノ・208/308GT4

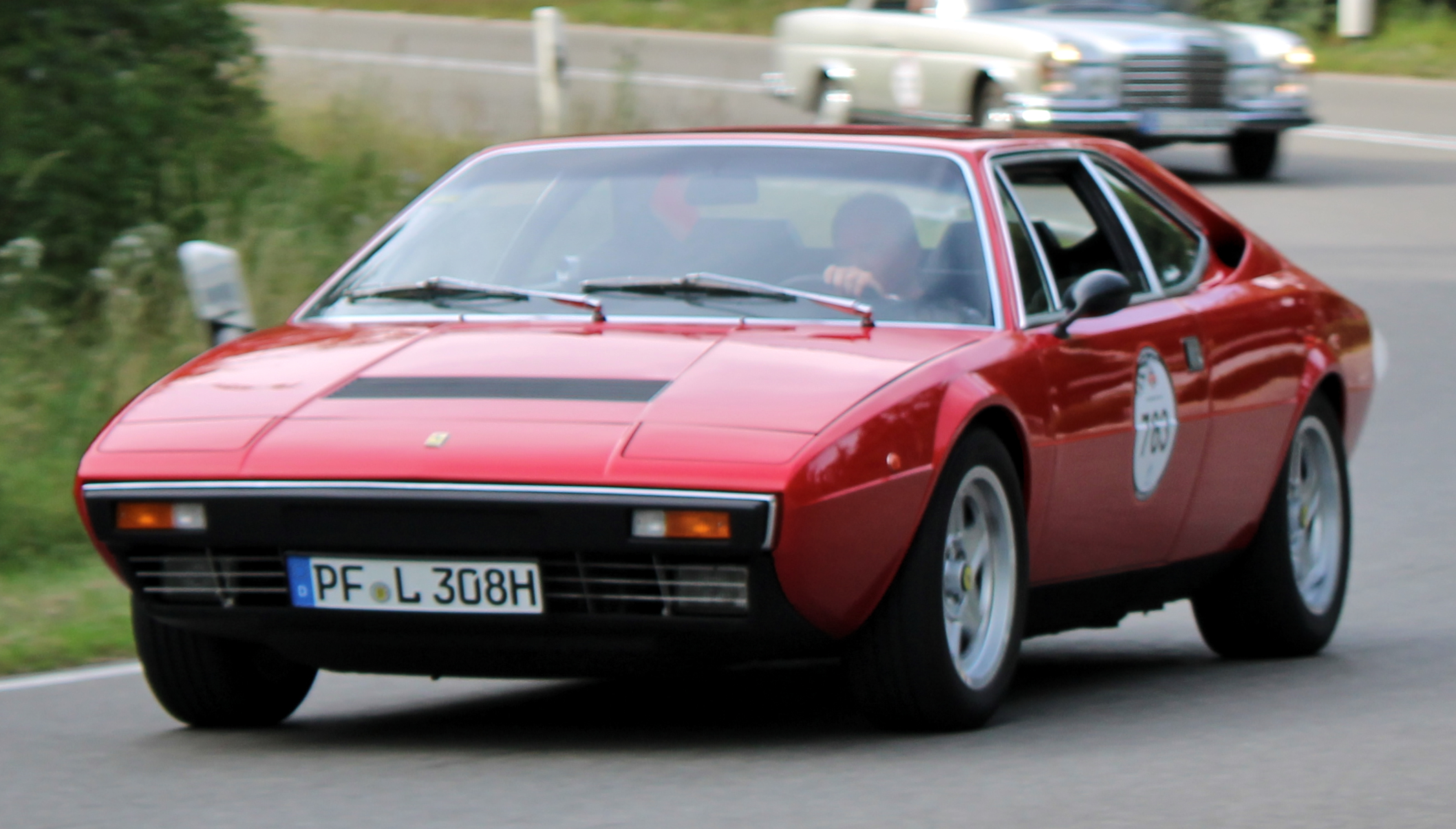
ディーノ308GT4

ディーノ・208/308GT4は、イタリアの自動車メーカーフェラーリが1973年から1980年まで生産したミッドシップスポーツカー。フェラーリ初のV型8気筒エンジン市販車である。
ディーノブランドの廃止に伴い、1976年5月以降はフェラーリ・208/308GT4に改名された。

## 概要
308GT4は、206/246の後継として登場した。206/246が完全な2シータースポーツカーで、ピニンファリーナによる丸みを帯びたデザインを特徴としていたのとは対照的に、フェラーリとしては異例にも、当時のベルトーネのチーフデザイナーであったマルチェロ・ガンディーニによる角ばったデザインのボディを持ち、当時のライバル車であるランボルギーニ・ウラッコやマセラティ・メラクを意識した2+2のシートレイアウトを採用していた。
シャシは基本的には246GTと同じ設計だったが、2+2化によりホイールベースが2,550 mmに延長され、運動性能は246GTに比べて低下した。このため従来の246GTもしばらく並行生産され、生産中止1年後の1975年に登場するフェラーリ・308がその需要層を吸収した。
搭載されるV型8気筒エンジンは新設計で、排気量2,927 ccの4キャブレターDOHCで250 PS（欧州仕様）を発揮したが、アメリカ向けはガソリンの質（アメリカのガソリンは日本のハイオクやヨーロッパに比べオクタン価が低い）と排出ガス規制などで230PSに落とされた。このエンジンは、現在まで続くV8エンジンシリーズの源流となっている。
1975年には、排気量2,000 cc以上の車両に懲罰税的な課税をしていた当時のイタリア国内向けに、1,991 ccに排気量ダウンされたV型8気筒エンジンを搭載する「208GT4」が追加された。スペックは170 PS/7,700 rpに低下したが、最高速度は220 km/hを維持した。低められたファイナルギア比、省略されたフォグランプが308GT4との相違点である。
208/308GT4は、1980年にモンディアル8に代替されるまでの7年間に2,826台が生産された。